# Tortuguero

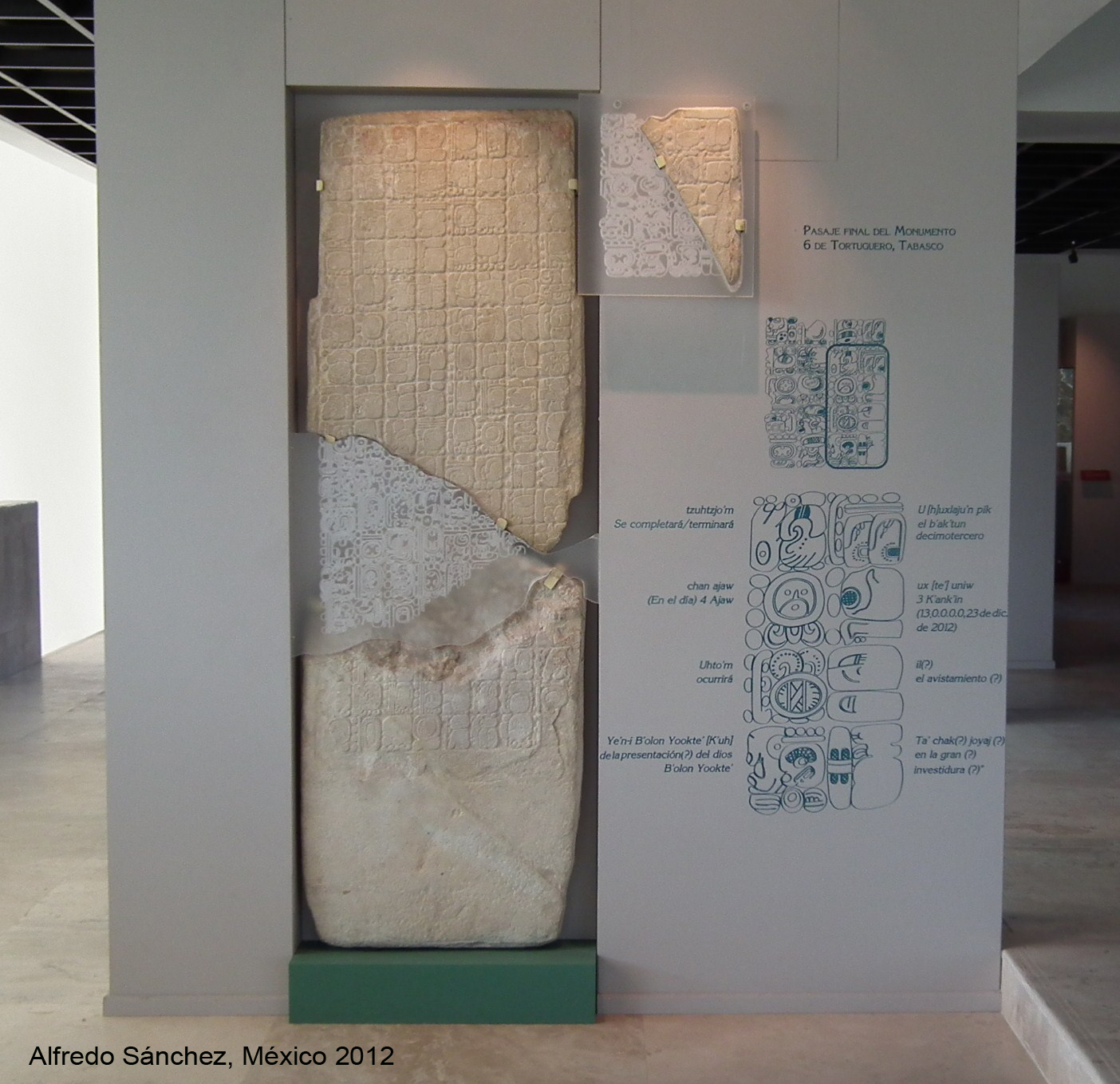
Il Monumento VI di Tortuguero. Foto del frammento conservato presso il Museo Carlos Pellicer, Villahermosa.

Tortuguero (anche El Tortuguero) è un sito archeologico maya situato in Messico, nella parte meridionale dello stato del Tabasco.
Il sito è stato pesantemente danneggiato da numerosi tombaroli; inoltre negli anni '60 una cementeria è stata costruita proprio sopra il sito stesso.
La maggior parte dei monumenti superstiti di Tortuguero risalgono al regno di B'alam Ajaw (Signore Giaguaro), che regnò dal 644 al 679 d.C. Riportano delle vittorie sugli stati vicini e potrebbero indicare che sia suo padre e suo figlio si chiamavano entrambi Ik' Muuy Muwahn.

## Tortuguero e le profezie sul 21 dicembre 2012
Il Monumento VI di Tortuguero ha di recente raggiunto una certa fama anche al di fuori degli ambienti archeologici, perché legato alle profezie sul 21 dicembre 2012. Da un'iscrizione, infatti, si legge che alla fine del 13º b'ak'tun (12.19.19.17.19), corrispondente al 2012, accadrebbe qualcosa che coinvolgerebbe Bolon Yokte Kuh, una delle divinità Maya presenti al momento della creazione secondo la mitologia maya yucateca, che spesso viene associata alla guerra e alla creazione. Sfortunatamente l'iscrizione è danneggiata, suddivisa in 7 pezzi che appartengono a musei diversi, per cui non è possibile leggere alcuni glifi, in particolare quelli relativi agli avvenimenti.
L'iscrizione del Monumento n. 6 di Tortuguero è stata decifrata nel 1996 dagli epigrafisti statunitensi David Stuart e Stephen Houston. Riguardo alla divinità Bolon Yokte Kuh, secondo i due studiosi statunitensi, non è chiaro se si tratti di un singolo dio o della totalità dei “Nove dèi di Supporto”. L'evocazione della loro "discesa" potrebbe inoltre essere un riferimento alla mitologia della creazione Maya (che richiama il coinvolgimento di sette o nove dèi) o, ancora, alla presenza di queste divinità al momento della costruzione dell'edificio. Quest'ultima ipotesi è stata ribadita da Stuart nel 2011 come la più probabile.